# Saint-Hernin
Saint-Hernin (tiếng Breton: Sant-Hern) là một xã của tỉnh Finistère, thuộc vùng Bretagne, miền tây bắc Pháp.

## Dân số
Người dân ở Saint-Hernin được gọi là Saint-Herninois.